# 快速公交系统列表
快速公交系统列表罗列目前世界上国家和地区快速公交系统的规划和实施情况。

## 亚洲

### 台灣
臺灣BRT始於2007年嘉義BRT系統。2014年台中BRT也短暫營運，但後期轉型一般公車專用道。

### IRN

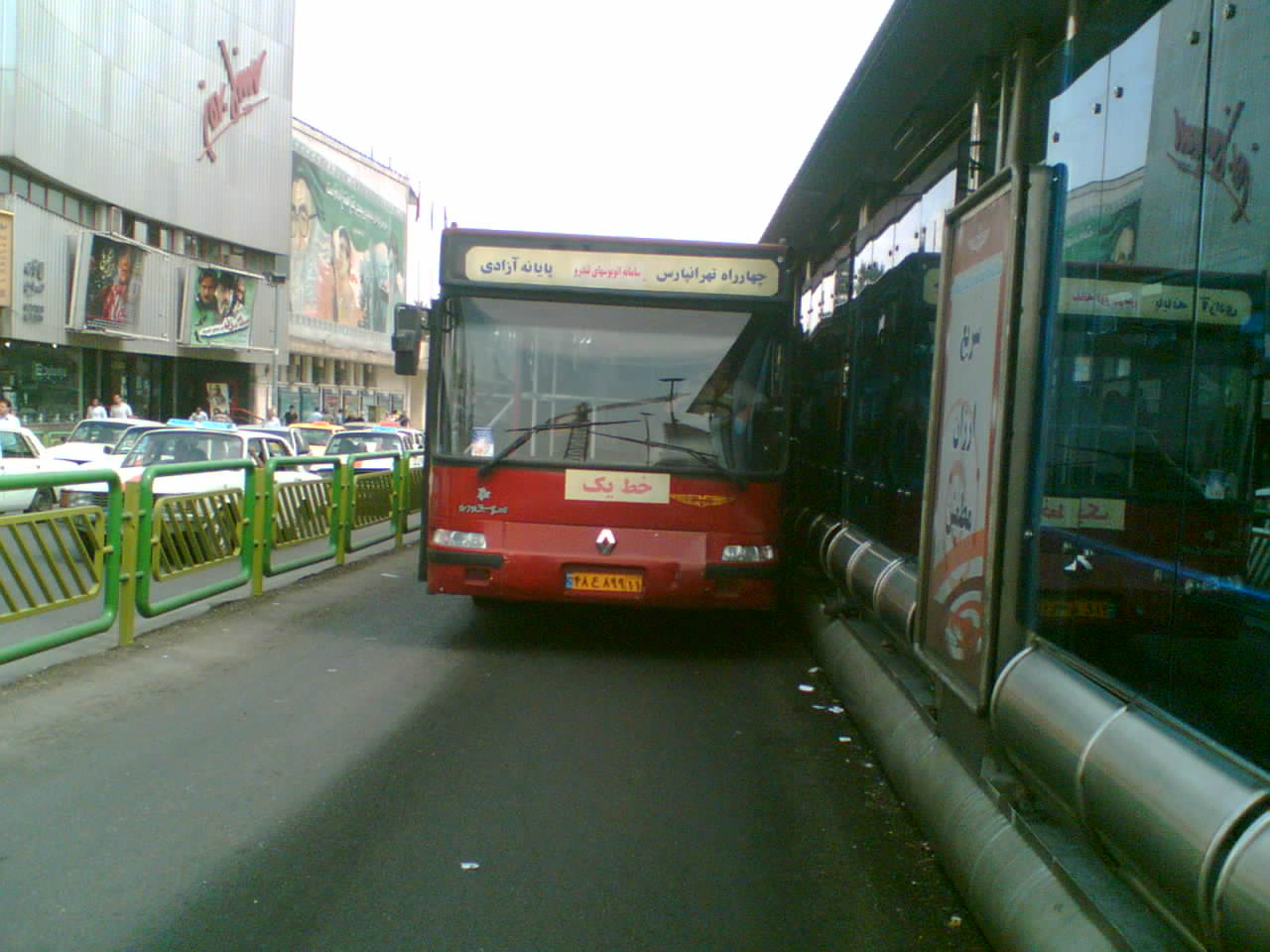
德黑兰快速公交系统

### 日本
- 愛知：名古屋市基幹公車（名古屋市營巴士、名鐵巴士）、名古屋導向巴士志段味線
- 新潟：新潟BRT（日语：萬代橋ライン）
- 福岡：福岡BRT（日语：Fukuoka BRT）（西鐵巴士經營）
- 福島：JR巴士關東白棚線
- 茨城：鹿鐵巴士，日立BRT
- 氣仙沼線BRT區間
- 大船渡線BRT區間

### 
- 首尔，开通于2002年7月。

### 伊朗
- 德黑兰：开通5条线路
- 大不里士：开通1条线路
- 设拉子：开通4条线路
- 克尔曼：开通2条线路

### 马来西亚
- 双威快捷巴士系统
- 联邦快捷巴士系统（吉隆坡 - 巴生）
- 亚庇快捷巴士系统（2020年启用）
- 新山快捷巴士系统（规划中）

### 泰國
- 曼谷快速公交系統

### 以色列
- 耶路撒冷：开通4条线路（71、72、74、75）

### 越南
- 河內快速公交系統

### 印度尼西亞
- 雅加達專線巴士

## 南美洲

### 巴西
庫里奇巴為BRT發源地。庫里奇巴為巴西第7大城、無地下鐵。其公車捷運系統每個候車站都有專屬月台，月台上有無障礙設施、售票系統、月台門，月台內並有遮體可供候車，車輛採用低底盤公車，因應不同需求而有不同的車種，例如貫通式的紅色巴士為通勤用，容量較大，適用於人口密集的地區。南美其他地區也有類似公車捷運系統在營運。

## 北美洲

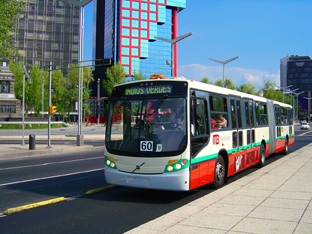
墨西哥城的Metrobús

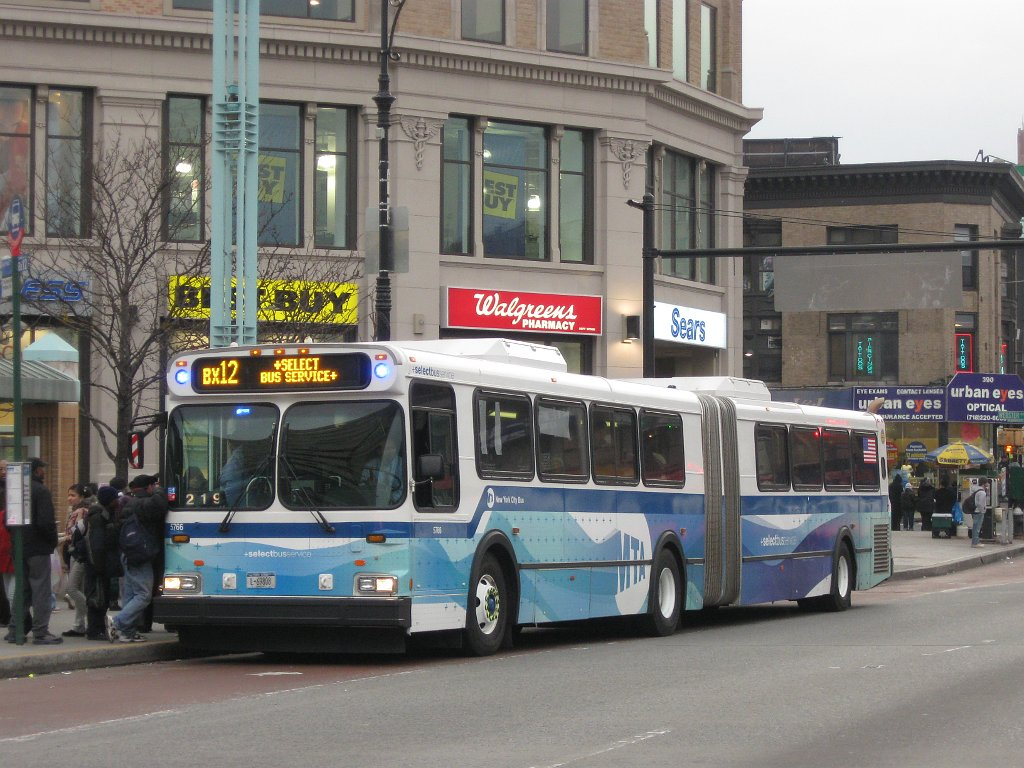
纽约布朗克斯地区的快速公交

### 加拿大

#### 已开通地区
- 宾顿（多伦多郊区）
- 卡尔加里
- 哈利法克斯
- 达拉谟区（渥太华郊区）
- 基隆拿
- 蒙特利尔：曾经在1982年-2002年运行，后拆除，2013年再次开通。
- 渥太华
- 魁北克
- 圣约翰
- 萨斯卡通
- 多伦多
- 密西沙加：密西沙加巴士快速交通系統
- 温哥华
- 滑铁卢
- 约克：約克區巴士快速交通系統

### ZAF

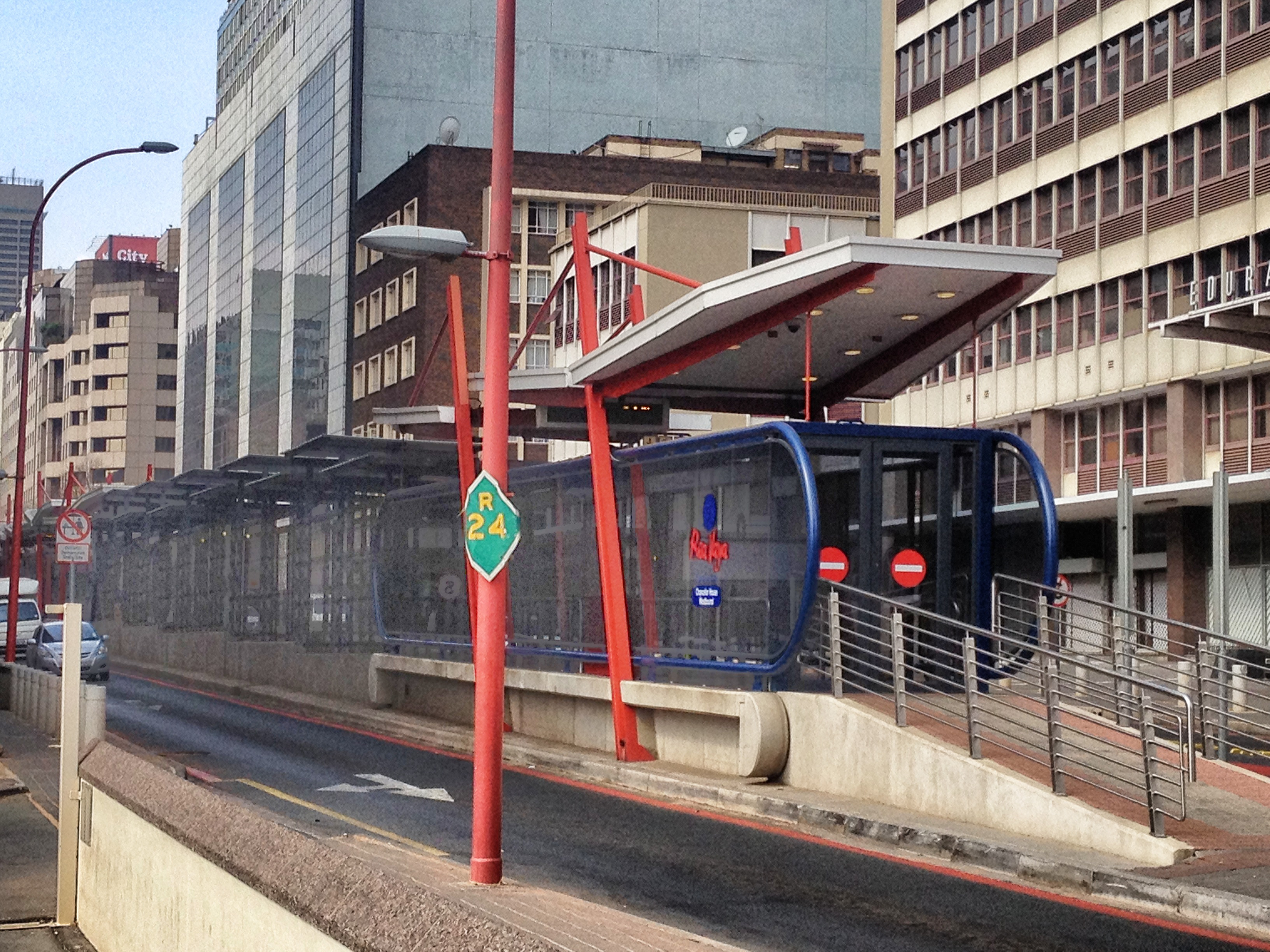
約翰內斯堡的快速公交系統

#### 即将开通
- 加蒂诺
- 温尼伯

### 美国

#### 已开通地区
- 洛杉磯：洛杉磯公車捷運

## 非洲

### 南非
- 約翰內斯堡：雷亞法雅快速公交系統
- 開普敦：MyCiTi快速公交系統

## 欧洲

### 芬兰
- 赫尔辛基[2] "Bussi-Jokeri" and 城市中心分布大量公車专用道
- 坦佩雷 ：城市中心分布大量公車线
- 图尔库：城市中心分布大量公車线

### 法國
- 法兰西岛：马恩河谷快速公車

### 引用
1. ↑  
高鐵南院接駁 監理所籲採BRT （页面存档备份，存于）,2016.01.04 聯合新聞網
2. ↑  Hsy / Hsl 的存檔，存档日期2008-03-30.